# Słończewo
Słończewo – wieś w Polsce położona w województwie mazowieckim, w powiecie pułtuskim, w gminie Gzy. Ma status sołectwa.
W latach 1975–1998 miejscowość administracyjnie należała do województwa ciechanowskiego.
Słynni mieszkańcy:
Tomasz Majewski - złoty medalista Igrzysk XXIX Olimpiady w Pekinie oraz Igrzysk XXX Olimpiady w Londynie.